# Stockholms mälardrottning (tävling)

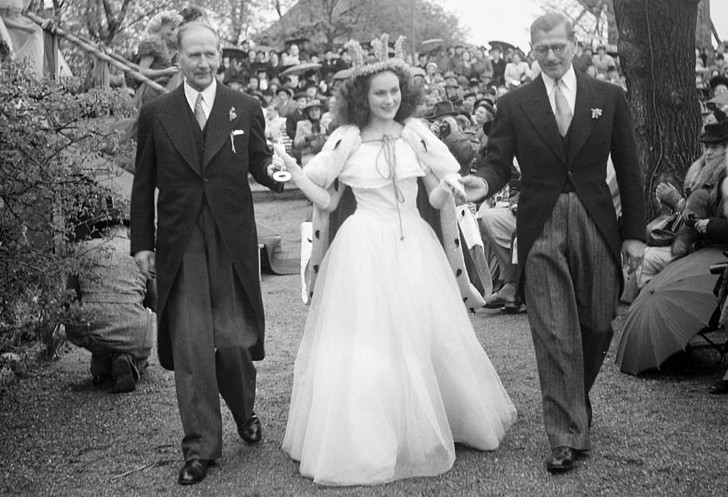
Stockholms Mälardrottning, Skansen, 1940-tal.

Stockholms Mälardrottning var en skönhetstävling för kvinnor som ägde rum i Stockholm från 1946 och åtminstone fram till 1998. 
Tävlingen sponsrades av Expressen, vars läsare fick rösta om pristagaren. Till final gick nio flickor. Bilderna låg ute på tidningarnas depeschkontor i skyltfönstren så även allmänheten fick möjlighet att rösta. Vinnaren skulle inte bara vara vacker utan också intelligent och välutbildad för att kunna fungera som stadens representant i marknadsföringssammanhang. Till tävlingen komponerade musikern Yngve Stoor låten Mälardrottningens vals som spelades in med Anders Börje. Tävlingens vinnare fick bland annat kläder, smycken och en förgylld nyckel, Stockholm stads "Gyllene nyckel", i form av en brosch.
Elsie Grip blev Stockholms första Mälardrottning och kröntes av borgmästaren Gunnar Fant och skådespelaren Edvin Adolphson den 19 maj 1946, på Sollidenscenen på Skansen. Galamiddagen intogs på restaurang Bellmansro på Djurgården.
Mälardrottningen 1947, Greta Wallin, stod ett par år senare modell för tusenkronorsedeln som Moder Svea. Sedlarna trycktes mellan åren 1952 och 1973.